# Iva (ime)
Iva je žensko osebno ime.

## Izvor imena
Ime Iva je različica moškega osebnega imena Ivo, oziroma skrajšana oblika imena Ivana.

## Različice imena
Ivka, Ivana, Ivanka, Ivi, Ivica, Ivjana, Ivka, Ivkica

## Pogostost imena
Po podatkih Statističnega urada Republike Slovenije je bilo na dan 31. decembra 2007 v Sloveniji število ženskih oseb z imenom Iva: 800. Med vsemi ženskimi imeni pa je ime Iva po pogostosti uporabe uvrščeno na 206. mesto.

## Osebni praznik
V koledarju ime Iva k imenoma Ivo oziroma Ivana.